# Клеренс (Мисури)
Клеренс (енгл. Clarence) град је у америчкој савезној држави Мисури.

## Демографија
По попису из 2010. године број становника је 813, што је 102 (-11,1%) становника мање него 2000. године.
| Група             | 2000.       | 2010.       |
| Белци             | 898 (98,1%) | 787 (96,8%) |
| Афроамериканци    | 4 (0,4%)    | 4 (0,5%)    |
| Азијати           | 1 (0,1%)    | 0 (0,0%)    |
| Хиспаноамериканци | 3 (0,3%)    | 11 (1,4%)   |
| Укупно            | 915         | 813         |